# Elophila gurgitalis
Elophila gurgitalis là một loài bướm đêm trong họ Crambidae.